# Nébuleuse de la Grotte
La nébuleuse de la Grotte (Sh2-155 ou Caldwell 9) est une nébuleuse en émission de la constellation de Céphée.
Elle est située à quatre degrés sud-sud-est de l'étoile ι Cephei, non loin de la frontière avec la constellation de Cassiopée et de M52, proche du complexe de Céphée. Elle apparaît comme un objet très faible, visible avec des outils puissants ou sur des photos à longue exposition.
La nébuleuse apparaît comme un ensemble inhomogène de parties brillantes et de nébuleuses obscures. La partie nord est la moins sombre et présente les couleurs rougeâtres caractéristiques des régions HII. La partie sud est affectée par des régions sombres locales. C'est la nébuleuse obscure la plus remarquable du complexe, et est située dans le coin ouest. À une courte distance de celle-ci se trouve une petite nébuleuse par réflexion, connue sous le nom de LBN 524, qui entoure un groupe d'étoiles de neuvième magnitude. La distance du complexe nébuleuse est estimée à ∼ 2 400 a.l. (∼ 736 pc) du système solaire.